# Кокуио-Тревизаго
Ко̀куио-Тревиза̀го (на италиански: Cocquio-Trevisago; на ломбардски: Coc e Trevisagh, Кок е Тревизаг) е община в Северна Италия, провинция Варезе, регион Ломбардия. Административен център на общината е градче Кокуио (на италиански: Cocquio), което е разположено на 291 m надморска височина. Населението на общината е 4770 души (към 2017 г.).